# 变脸 (剧本)
《变脸》是由当代剧作家魏明伦创作的长篇剧本。
水上漂身怀“变脸”绝技，从人贩子手中买下狗娃并准备以此延续变脸传统。然而后来水上漂发现狗娃原来是女扮男装。狗娃不小心烧坏了老人的脸谱畏惧逃走。后重新落入人贩子手中，与高家孙少爷天赐绑架在一起，狗娃让天赐给水上漂作孙，却因绑架的罪名给水上漂带来杀身之祸。绑赴刑场的过程中狗娃在活观音的帮助下将水上漂救下。此时水上漂已奄奄一息，临死前将变脸授予狗娃。
全剧共六场，第二场选入中学语文义务教材。